# Ву Шуанг Пу
Ву Шуанг Пу (на китайски: 無雙譜, Пинин:Wú Shuāng Pǔ) е книга с дърворезби, отпечатана за първи път през 1694 г. от художника Джин Ши, известен като Джин Гулян (金古良). Тази книга съдържа биографии и въображаеми портрети на 40 известни герои и героини от династията Хан до династията Сун, всички те съпроводени с кратко описание и стихотворение в стил Юефу.
Илюстрациите от книгата са широко разпространени и използвани повторно, включително върху китайски порцелан. Джин Гулян съставя книга с дърворезбар на име Джу Гуи (朱 圭).
Джин казва в книгата си, че тези герои нямат аналози, Wu (не) Shuang (паралел) Pu (книга), тези герои са несравними.

## Някои от героите
- Сян Ю, Джан Циен, Бан Чао, Ли Бо

## Избрани препечатки (китайски)
- Джин Гулян, Ву Шуанг Пу, Шъдзяджуан, Хъбей, Китай (1996) isbn: 7531008157
- Джин Гулян, Ву Шуанг Пу, Хъфей, Анхуей, Китай (2013) isbn: 978-7212060541

## литература
- Weishaupt, Georg, The great Fortune (2002) isbn: 3000103066